# Руандійський франк
Руандійський франк (фр. Franc rwandais, руанд. Ifaranga y'u Rwanda) — національна валюта Руанди, становить 100 сантимів.

## Історія
У 1919 році в утвореній під мандатом Бельгії території Руанди-Урунді як грошову одиницю було введено конголезький франк. З 1960 року грошовою одиницею став франк Руанди-Урунді, що зберіг колишнє паритетне співвідношення з бельгійським франком.
Після утворення двох незалежних держав — Королівства Бурунді (28 листопада 1966 року Бурунді стала республікою) і Республіки Руанди — між ними у 1962 році було укладено угоду про валюто та митну унію. Їх спільною валютою, паритет якої залишився без змін, став франк Руанди і Бурунді, а центральний банк був перейменований в Емісійний банк Руанди і Бурунді.
У 1964 році Бурунді та Руанда створили національні емісійні інститути і ввели національні валюти — франк Бурунді та франк Руанди. У такий спосіб була додатково закріплена отримана Руандою 1 липня 1962 національна незалежність.
У готівковому обігу перебувають купюри номіналом 500, 1000, 2000 та 5000 франків. Купюра номіналом 100 франків була виведена з обігу рішенням Національного банку Руанди з 31.12.2009 року.